# نادیا
نادیا ممکن است به یکی از موارد زیر اشاره داشته باشد:
- نادیا، نام دختر قائناتی هست که در قبرس دندانپزشکی میخواند. اون شکر را حذف کرده و در انتخاب ماشین بین دو راهی هست. همچنین رنگ آبی بسیار زیاد مورد علاقه او می باشد. خاع
- نادیا، نامی دخترانه و رایج در ایران و اروپا
- نادیا کومانچی، ژیمناست رومانیایی
- نادیا پترووا، تنیسور روسی
- نادیا بیورلین، هنرپیشه سینمای هالیوود
- نادیا، نام رمانی از آندره برتون
- نادیا استاوکو، شناگر اهل شوروی
- نادیا استایلز، هنرپیشه سابق فیلم‌های پورنوی آمریکایی
- نادیا انجمن، شاعر افغان
- نادیا اول، هنرپیشه آلمانی
- نادیا تیلر، هنرپیشه اتریشی
- نادیا داجانی، هنرپیشه آمریکایی
- نادیا دلدار گلچین، هنرپیشه سینما و تلویزیون ایرانی
- نادیا علی، خواننده و ترانه‌نویس پاکستانی-آمریکایی تبار
- نادیا مفتونی، نمایشنامه نویس، نقاش، پژوهشگر فلسفه و عضو هیئت علمی دانشگاه تهران
- نادیا میلاک، ژیمناست اهل یوگسلاوی
- نادیا ندیم، فوتبالیست دانمارکی
- نادیا هاتگان، ژیمناست رومانیایی
- نادیا بن عیسی، خواننده آلمانی
- نادیا کاسینی، هنرپیشه آمریکایی
- نادیا کیچنوک، تنیس باز اوکراینی
- نادیا گرای، هنرپیشه رومانیایی